# Aeronautik
Aeronautik er læren om luftsejlads.